# Valley Hi (Ohio)
Valley Hi is een plaats (village) in de Amerikaanse staat Ohio, en valt bestuurlijk gezien onder Logan County. De plaats ligt vlak bij Route 33. De stad ligt op het steilste gedeelte van west Ohio. Het is tevens het middelpunt van het Mad River Mountain skigebied. De straten in het dorp zijn vernoemd naar Europese skigebieden.
Door de ligging zijn plaatsen in de omgeving lastig te bereiken.

## Demografie
Bij de volkstelling in 2000 werd het aantal inwoners vastgesteld op 244.
In 2006 is het aantal inwoners door het United States Census Bureau geschat op 235, een daling van 9 (-3,7%).

## Geografie
Volgens het United States Census Bureau beslaat de plaats een oppervlakte van
1,7 km², geheel bestaande uit land.

## Plaatsen in de nabije omgeving
De onderstaande figuur toont nabijgelegen plaatsen in een straal van 16 km rond Valley Hi.